# Victor Masson (éditeur)
Pour les articles homonymes, voir Victor Masson et Masson.
Victor Masson, né à Beaune le 2 février 1807 et mort à Fleurey-sur-Ouche le 3 mai 1879, était un éditeur et libraire français. 

## Biographie
Sa famille possède de vastes vignobles et il commence son activité professionnelle dans l'exploitation vinicole.
En 1830 il rejoint à Paris son oncle Pierre-Antoine, grâce à qui il fréquente les milieux scientifiques. Il se lie avec Louis Hachette qui vient de créer une maison d'édition et le recrute. Victor se forme durant deux ans au métier d'éditeur. Il s'associe avec Nicolas Crochard dans la "Librairie médicale et scientifique". En 1846, il en est le seul dirigeant. Il publie des ouvrages scientifiques en apportant plusieurs améliorations à l'édition habituelle : papier, encre et surtout présence d'images.  En 1847 il fonde la "Bibliothèque Polytechnique". En 1854 il crée "la Gazette hebdomadaire de médecine et de chirurgie".
Il était, par ailleurs, le cousin du physicien Antoine Masson.
Son fils, Georges (1839-1900), entre dans la maison d'édition en 1859 et prendra sa suite à la tête des éditions.